# Academia Leopoldinense de Letras e Artes

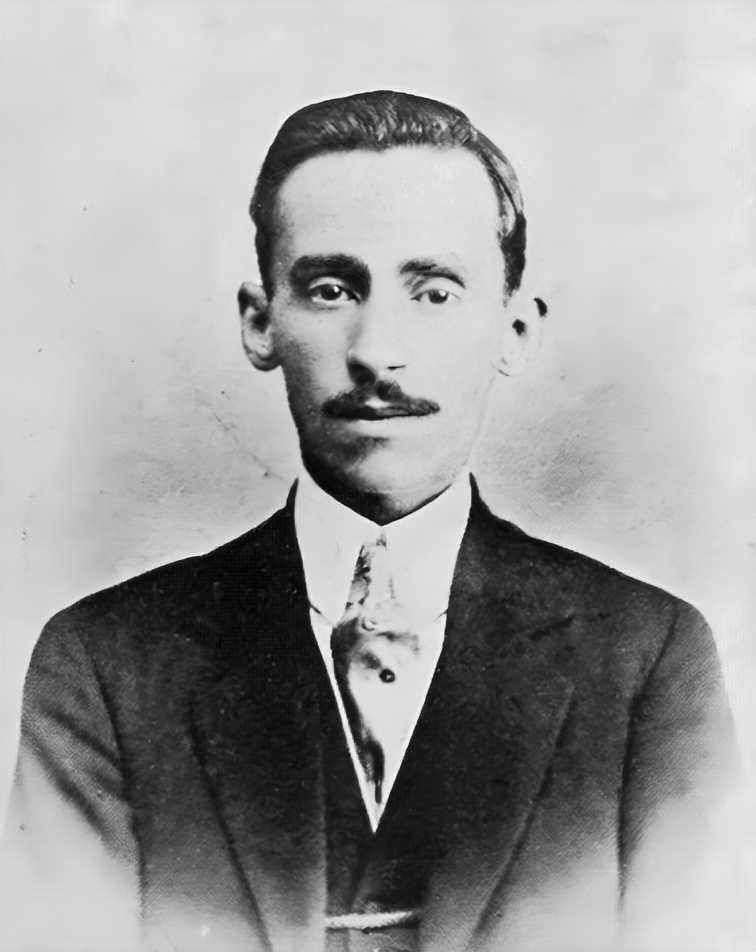
Augusto dos Anjos, patrono da ALLA

A Academia Leopoldinense de Letras e Artes (ALLA) é uma instituição literária e artística da cidade brasileira de Leopoldina, no estado de Minas Gerais. Foi fundada em 13 de fevereiro de 2008.
Tem como patrono o poeta Augusto dos Anjos.

## Estrutura e Administração
Conforme seu estatuto social, a ALLA é formada por um grupo de 30 acadêmicos, nascidos ou ligados à cidade de Leopoldina. Ao número de membros corresponde igual número de cadeiras, cujos patronos foram ilustres representantes das artes de Minas Gerais e de Leopoldina. Seus membros dividem-se nas seguintes categorias: Fundadores, Efetivos, Correspondentes e Honorários. Os órgãos administrativos da instituição são a Assembleia Geral, a Diretoria e o Conselho Fiscal.

## Atividades
Segundo seu regimento interno, a ALLA busca promover, organizar, criar e incentivar atividades socioculturais e artísticas, principalmente as relacionadas a literatura, música, artes visuais, folclore, artesanato e patrimônio histórico e cultural.